# Đội tuyển Davis Cup Đan Mạch
Đội tuyển Davis Cup Đan Mạch đại diện Đan Mạch ở giải đấu quần vợt Davis Cup và được quản lý bởi Hiệp hội quần vợt Đan Mạch.
Đan Mạch hiện tại thi đấu ở Nhóm II khu vực Âu/Phi. Họ từng tham gia Nhóm Thế giới từ năm 1988 đến 1989 và một lần nữa từ 1993 đến 1996. Kể từ đó đội tuyển chưa thể trở lại Nhóm Thế giới được.

## Đội hình hiện tại (2018)
- Frederik Nielsen
- Thomas Kromann
- August Holmgren
- Soren Hess-Olesen
- Benjamin Hannestad

## Lịch sử
Đan Mạch lần đầu tiên tham gia Davis Cup vào năm 1921.